# Голубев, Иван Андреевич
Иван Андреевич Голубев (25 сентября 1903 года, д. Раглицы, Новгородская губерния — 20 декабря 1967 года, Москва, Ваганьковское кладбище) — советский военачальник, полковник (1943).

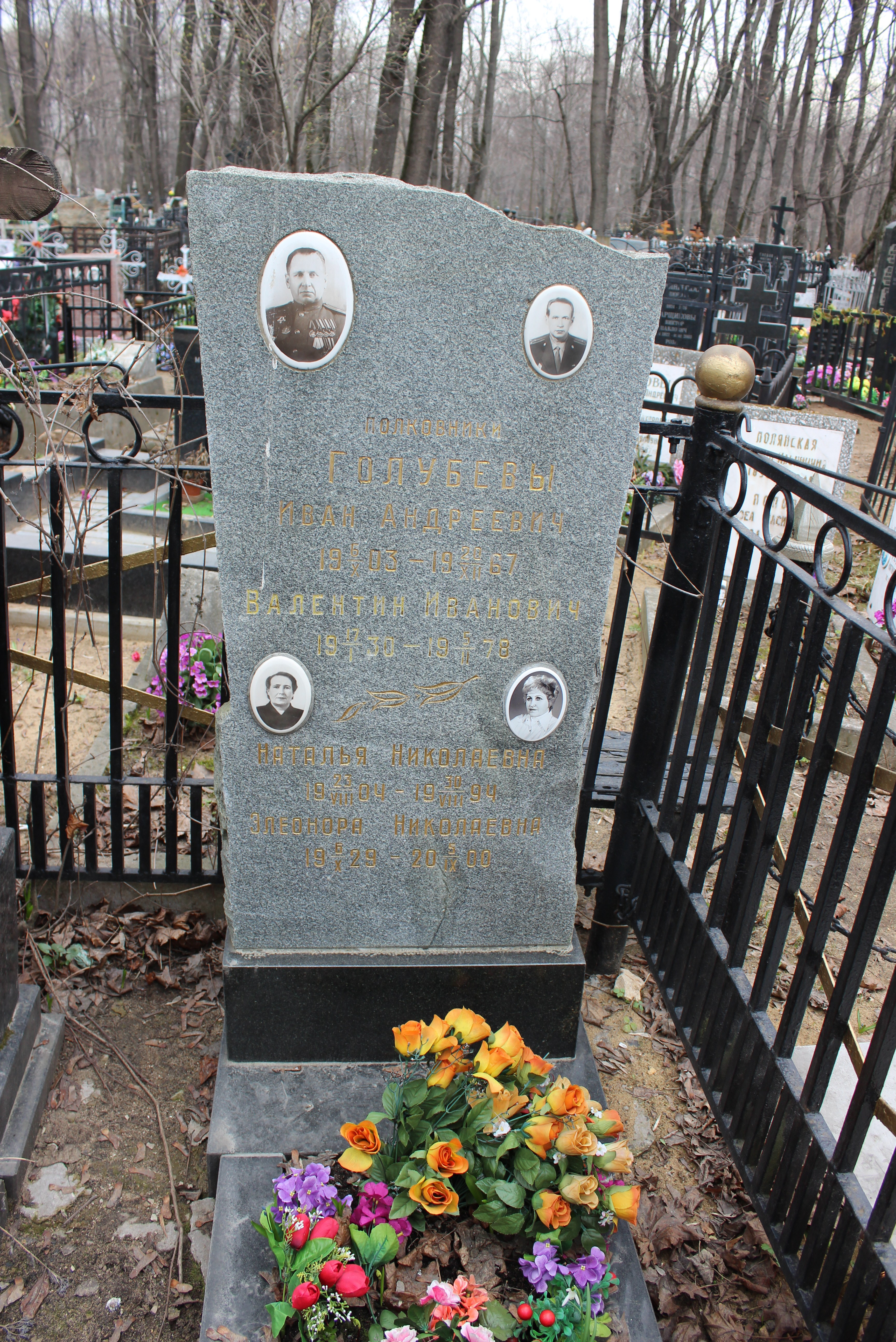
Голубев Иван Васильевич

## Биография
Родился 25 сентября 1903 года в деревне Раглицы (ныне — Шимский район, Новгородская область). Русский.

## Военная служба
4 ноября 1925 года был призван в РККА и зачислен курсантом в полковую школу 46-го стрелкового полка 16-й стрелковой дивизии им. В. И. Киквидзе в городе Новгород. По ее окончании с ноября 1926 года служил в том же полку командиром отделения и старшиной роты. С сентября 1929 года по июль 1930 года учился в Киевской пехотной школе, затем вернулся в полк и командовал взводом полковой школы, позже ротой. Член ВКП(б) с 1929 года.
С октября 1936 года был начальником школы младших командиров при 15-м отдельном пулеметном батальоне, затем командовал пулеметным батальоном в 270-м стрелковом полку 90-й стрелковой дивизии. С января по июнь 1937 года проходил подготовку на курсах «Выстрел». Затем командовал стрелковым батальоном в том же полку. В августе 1938 года переведен в Москву помощником коменданта при Управлении делами НКО СССР, одновременно учился на вечернем факультете Военной академии им. М. В. Фрунзе.

### Великая Отечественная война
С июля 1941 года майор Голубев  исполнял должность коменданта штаба Юго-Западного фронта, а с января 1942 года — Юго-Западного направления.
С мая 1942 года командовал 781-м стрелковым полком 124-й стрелковой дивизии. В июне — июле в составе 21-й армии Юго-Западного и Сталинградского фронтов дивизия участвовала в Воронежско-Ворошиловградской оборонительной операции, с боями отходила на Острогожск и Павловск. Затем она совершила марш в район города Серафимович и вела здесь тяжелые оборонительные бои по удержанию плацдарма на правом берегу реки Дон. В августе 1942 года Голубев был отстранен от должности и назначен начальником штаба 853-го стрелкового полка 278-й стрелковой дивизии, которая вела бои за расширение плацдарма на правом берегу реки в районе Распопинская — Клетская. Через месяц был утвержден командиром этого полка. С 29 октября дивизия вошла в состав 63-й армии Юго-Западного фронта и заняла боевой участок на правом берегу Дона в районе Ягодный, Бахмуткин. С 5 ноября 1942 года входила в состав 1-й гвардейской армии, преобразованной 5 декабря в 3-ю гвардейскую. Участвовала с ней в контрнаступлении под Сталинградом, Среднедонской наступательной операции. Приказом ВГК № 3 от 3 января 1943 г. за проявленную отвагу в боях за Отечество, за стойкость, мужество и организованность, за героизм личного состава дивизия была преобразована в 60-ю гвардейскую, а 853-й стрелковый полк — в 180-й гвардейский. В январе — феврале 1943 года дивизия участвовала в Ворошиловградской наступательной операции. В конце февраля она вошла в состав 1-й гвардейской армии (3-го формирования) и вела бои на барвенковском направлении. В мае была выведена в резерв армии. С июня 1943 года полковник Голубев исполнял должность заместителя командира 60-й гвардейской стрелковой дивизии и в составе 8-й гвардейской, затем 12-й армий Юго-Западного фронта участвовал с ней в Донбасской и Запорожской наступательных операциях, в битве за Днепр. За овладение городом Павлоград ей было присвоено наименование «Павлоградская» (19.9.1943), а Указом ПВС СССР от 14 октября 1943 года она награждена орденом Красного Знамени.
С октября 1943 года по июль 1944 года находился на учебе в Высшей военной академии им. К. Е. Ворошилова, затем был направлен на 1-й Украинский фронт и с 20 августа допущен к исполнению должности начальника штаба 162-й стрелковой Среднеазиатской Новгород-Северской Краснознаменной дивизии 3-й гвардейской армии. С 5 сентября дивизия была выведена в резерв Ставки ВГК и к 10 октября передислоцирована в район Минск-Мазовецкий, где включена в 70-ю армию 2-го Белорусского фронта. В ее составе с 15 января 1945 года участвовала в Восточно-Прусской, Млавско-Эльбингской и Восточно-Померанской наступательных операциях. С 3 марта он был допущен к командованию 369-й стрелковой Карачевской Краснознаменной дивизией и в составе 96-го стрелкового корпуса воевал с ней до конца войны. В марте она успешно действовала против данцигско-гдынской группировки противника, разделив ее на две части и овладев военно-морским портом и городом на Балтийском море — Гдыня. С 13 апреля дивизия была передислоцирована в район северо-восточнее Берлина и участвовала в Берлинской наступательной операции.
26 апреля 1945 года, за прорыв дивизии в числе первых к Балтийскому морю с южной стороны Гданьска и форсирование реки Одер, полковник Голубев был представлен командиром 96-го стрелкового корпуса генерал-лейтенантом Я. Д. Чанышевым к званию Герой Советского Союза, данное представление поддержал командующий 70-й армии генерал-полковник В. С. Попов, однако вышестоящее командование понизило статус награды до ордена Ленина.
За время войны комдив Голубев был семь раз персонально упомянут в благодарственных в приказах Верховного Главнокомандующего.

### Послевоенное время
С июля 1945 года полковник Голубев командовал 86-й стрелковой Тартуской дивизией в составе ГСОВГ и ХВО.
С апреля 1946 года служил в Управлении боевой подготовки стрелковых войск заместителем начальника 3-го, позже 4-го отделов.
С апреля 1948 года исполнял должность инспектора Инспекторской группы заместителя главкома Сухопутных войск по боевой подготовке, а в апреле 1950 года переведен начальником 2-го факультета Военно-педагогического института Советской армии.
9 октября 1953 года полковник Голубев уволен в запас.

## Награды
- два ордена Ленина (29.05.1945[5], 15.11.1950[6])
- три ордена Красного Знамени (28.10.1943[7], 27.03.1945[8], 10.11.1945[6])
- орден Кутузова II степени (10.04.1945)[9]
- орден Александра Невского (18.05.1943)[10]
- два ордена Красной Звезды (04.01.1943[11], 03.11.1944[6])

медали в том числе:
- - «За оборону Сталинграда»
  - «За победу над Германией в Великой Отечественной войне 1941—1945 гг.»
  - «За освобождение Варшавы»

Приказы (благодарности) Верховного Главнокомандующего в которых отмечен И. А. Голубев.
- За овладение городами Бытув (Бютов) и Косьцежина (Берент) — важными узлами железных и шоссейных дорог и сильными опорными пунктами обороны немцев на путях к Данцигу. 8 марта 1945 года. № 296.
- За овладение штурмом городом Гдыня — важной военно-морской базой и крупным портом на Балтийском море. 28 марта 1945 года. № 313.
- За форсирование восточного и западного Одера южнее Штеттина, прорыв сильно укрепленную оборону немцев на западном берегу Одера и овладение главным городом Померании и крупным морским портом Штеттин, а также занятие городов Гартц, Пенкун, Казеков, Шведт. 26 апреля 1945 года. № 344.
- За овладение городами Пренцлау, Ангермюнде — важными опорными пунктами обороны немцев в Западной Померании. 27 апреля 1945 года. № 348.
- За овладение городами Штральзунд, Гриммен, Деммин, Мальхин, Варен, Везенберг — важными узлами дорог и сильными опорными пунктами обороны немцев. 1 мая 1945 года. № 354.
- За овладение городами Росток, Варнемюнде — крупными портами и важными военно-морскими базами немцев на Балтийском море, а также заняли города Рибнитц, Марлов, Лааге, Тетерев, Миров. 2 мая 1945 года. № 358.
- За овладение городами Барт, Бад-Доберан, Нойбуков, Варин, Виттенберге и за соединение на линии Висмар, Виттенберге с союзными нам английскими войсками. 3 мая 1945 года. № 360.